# 圣西尔-昂塔尔蒙代
圣西尔-昂塔尔蒙代（法語：Saint-Cyr-en-Talmondais）是法国卢瓦尔河地区大区 旺代省的一个市镇，属于莱萨布勒多洛讷区和莱河畔马勒伊-迪赛县。该市镇2009年时的人口 为379人。

## 人口
圣西尔-昂塔尔蒙代人口变化图示
| 数据来源：INSEE |